# Ljussekund
En ljussekund är den sträcka ljuset färdas genom vakuum på en sekund, vilket är 299 792 458 meter. En ljusnanosekund motsvarar därmed nära 300 millimeter (299.8 mm, 5 mm mindre än längdmåttet en fot). Det är alltså en sträcka som ligger inom vår mänskliga längdskala, och som också kan vara en begränsning vid design av snabba elekroniska kretsar.
Enheten ljussekund förekommer i astronomi, telekommunikation och relativistisk fysik. Två besläktade enheter som används inom solsystemsastronomi är en ljusminut, som är 60 ljussekunder, och en ljustimme, som är 3600 ljussekunder eller 1079,25 miljoner kilometer.